# Killdeer
Killdeer is een plaats (city) in de Amerikaanse staat North Dakota, en valt bestuurlijk gezien onder Dunn County.

## Demografie
Bij de volkstelling in 2000 werd het aantal inwoners vastgesteld op 713.
In 2006 is het aantal inwoners door het United States Census Bureau geschat op 683, een daling van 30 (-4,2%).

## Geografie
Volgens het United States Census Bureau beslaat de plaats een oppervlakte van
2,5 km², geheel bestaande uit land. Killdeer ligt op ongeveer 698 m boven zeeniveau.

## Plaatsen in de nabije omgeving
De onderstaande figuur toont nabijgelegen plaatsen in een straal van 44 km rond Killdeer.